# 松前安広
松前 安広（まつまえ やすひろ）は、江戸時代前期の仙台松前氏（仙台藩準一家・松川松前氏）初代当主。伊達吉村の外曾祖父。

## 生涯
慶長11年（1606年）、松前藩初代藩主・松前慶広の七男として誕生。幼名は石丸。
元和9年（1623年）、仙台藩主・伊達政宗に請われて仙台藩に仕え、栗原郡清水沢と江刺郡小田代にて計1,000石を拝領し、のちに準一家の家格を与えられた（仙台松前家）。
寛永6年（1629年）4月、政宗の勧めにより白石城主・片倉重長の娘・喜佐を妻に迎える。これ以後、松前氏は天和2年（1682年）まで、自身の所領内ではなく、岳父・重長の所領である刈田郡長袋に居館を置いた。
明暦2年（1656年）3月、家督を二男・広国に譲って隠居する。安広が仙台藩に出仕する以前に松前藩から与えられていた知行地は、その後も引き続き安広の持分となっていたが、隠居を機に松前藩に返還している。
寛文8年（1668年）7月8日死去。享年63。

## 系譜
- 父：松前慶広（1548-1616）
- 母：斎藤実繁の娘
- 正室：喜佐 - 片倉重長の長女
  - 長男：片倉景長（1630-1681） - 片倉重長の養子
  - 次男：松前広国（1631-1682）
- 生母不明の子女
  - 長女：長 - 古内義如室
  - 次女：夏 - 片平清重室
  - 三女：鶴 - 氏家清継室
  - 四女：六 - 伊東重定室
  - 三男：片倉吉長 - 片倉重長の養子
  - 四男：古内義憲 - 古内義如の養子
  - 五男：松前為広 - 松前広国の養子